# Мангер, Ицик
Ицик Мангер (идиш איציק מאַנגער‎; 30 мая 1901, Черновицы, Австро-Венгрия — 21 февраля 1969, Гедера, Израиль) — еврейский поэт, прозаик и драматург. Писал на идишe.

## Биография
Сын портного. Отец был настолько увлечён литературой, что называл её «литерато́ра» (комбинируя со словом Тора). Семья матери происходила из Коломыи.
Из гимназии Ицика исключили за дурное поведение и розыгрыши. В 1921 г. начал публиковать стихи в периодике, вскоре поселился в Бухаресте, где сотрудничал в местных газетах на идише и время от времени читал лекции по испанскому, румынскому и цыганскому фольклору.
В 1927 г. переехал в Варшаву, где протекала в тот период наиболее интенсивная культурная жизнь, связанная с идишем. В 1929 г. вышла его первая книга стихов «Звезды на крыше» («Штерн афн дах»), встреченная критикой и литераторами с таким энтузиазмом, что уже в следующем году Мангер был приглашён, наряду с Исааком Башевисом-Зингером и несколькими другими авторами, стать соучредителем Еврейского ПЕН-клуба. В дальнейшем вплоть до 1938 г. принимал самое активное участие в варшавской литературной жизни: выпустил ещё пять книг стихов, а также сборник очерков по истории литературы на идише, постоянно выступал со своими произведениями, широко печатался в периодике, некоторое время выпускал собственный литературный журнал. Писал и пьесы для театров, шедшие в Варшаве и Бухаресте с немалым успехом.
В 1938 г., с ростом антисемитских настроений в Польше, покинул страну, отправившись первоначально в Париж. После многолетних скитаний, вызванных Второй мировой войной, в 1947 г. обосновался в Лондоне и получил британское гражданство. Спустя 10 лет переехал в Нью-Йорк, где издавались его новые и старые произведения, с большим успехом шли его пьесы. В 1967 г. переехал в Израиль, где и провёл остаток своих дней.

## Творчество
Многие стихи Мангера были положены на музыку и стали популярными песнями. Самые известные: «У дороги стоит дерево» («Афн вег штейт а бойм»), «Песня золотой павы» («Дос лид фун дер голденер паве»). Знаменита также музыкальная комедия «Песни Мегилы» («Мегиле лидер») на музыку израильского композитора Дова Зельцера. Этот спектакль шёл многократно в Израиле, США, Канаде, Германии. В 1996 году очередная постановка этого спектакля в Дрездене имела большой успех, издан полный текст с переводом на немецкий и с нотами всех мелодий. В 2004 году Еврейский университет в Иерусалиме в академической серии «Антология идишской песни» издал том 7 «Избранные песни Ицика Мангера» с переводом на иврит и на английский язык. В Советском Союзе Мангера никогда не издавали и официально не упоминали, а песни его, исполнявшиеся в редких концертах на идише, объявлялись как «народные». Стихи Мангера включены в «Антологию мировой поэзии», изданную по инициативе ЮНЕСКО в 1961 г.

## Книги
- ISBN 3-633-54198-5
ייִדיש: איציק מאַנגער, טונקל־גאָלד, לידער, ייִדיש און דײַטש, צונויפֿגעשטעלט, איבערגעזעצט און מיט אַ נאָכװאָרט פֿאַרצאָרגט פֿון אפֿרת גל־עד, מיט טראַנסקריפּציע, מיט בילדער און מיט צעדע, ייִדישער פֿאַרלאַג אינעמ זורקאַמפּ פֿאַרלאַג
IPA: ɪtˢɪk mɑŋgɛʁ, tʊŋkl̩-gɔld, lidɛʁ, yidɪʃ ʊn dɑjtʃ, tˢʊnɔjfgɛʃtɛlt, ibɛʁgɛzɛtˢt ʊn mɪt ɑ nɔxvɔʁt fɑʁtˢɔʁgt fʊn Efʁɑt Gɑl-Ed, mɪt tʁɑnskʁɪptˢyɛ, mɪt bildɛʁ ʊn mɪt tˢɛdɛ, yidɪʃɛʁ fɑʁlɑg inɛm zʊʁkɑmp fɑʁlɑg

## Русские переводы
- Бумажные мосты: Пять еврейских поэтов: Мани Лейб, М.-Л. Галперн, Г. Лейвик, 3. Ландау, И. Мангер / составление и пер. с идиша под. ред. И. Булатовского и В. Дымшица; илл. Д. Гобермана. СПб.: Изд-во Европейского университета в Санкт-Петербурге, 2012. С. 104—151. ISBN 978-5-94380-129-7